# 南極料理人
『南極料理人』（なんきょくりょうりにん）は、西村淳の著書『面白南極料理人』と『面白南極料理人 笑う食卓』を原作とした2009年の日本映画。主演は堺雅人。第50回日本映画監督協会新人賞最終候補作品。2009年度新藤兼人賞金賞、第29回藤本賞新人賞を受賞。
南極の屋外シーンは真冬の北海道網走市で撮影された。原作者・西村の出身地でもある。基地内部はセットで再現されており、こちらの撮影は東宝スタジオで行われた。

## ストーリー
1997年。海上保安庁の巡視船厨房で勤務する主計士・西村淳は、同僚隊員・スズキの代理で急遽、第38次南極地域観測隊のメンバーとして南極大陸のドームふじ基地に派遣された。妻・みゆき、小学生の長女・友花、生まれたばかりの長男を置いての単身赴任で南極にやって来た西村の任務は、冷凍野菜や缶詰などの備蓄食料を使って、ともに越冬する隊員8名分の食事を用意することだった。
ドームふじ基地は、ほかの観測基地から遠く離れた「陸の孤島」であるうえ、標高3,810メートルに位置し、年間平均気温はマイナス54度以下であるため、ペンギンやアザラシといった動物はおろか、ウイルスさえいない壮絶な自然環境であった。貴重な水を得るためには、毎日、外の氷を大量に削り出して溶かす「造水」作業が不可欠であり、節水は絶対的なルールだった。
基地の設備は、画像が乱れるテレビ、扉が小さくプライバシーを保てない共同トイレ、日本へ電話するのに1分740円かかるため、時間測定用の砂時計とともに使用される衛星電話など、不便を感じさせるものばかりだった。西村は毎日の食事を工夫し、隊員のストレスを和らげるのに腐心した。
当初は打ち解けなかったドームふじ基地の隊員たちは、かき氷用のシロップを使って氷原にラインを引き野球に興じるなど、遊びを通じて友情を育みつつあったが、極夜の季節になって外での活動が制限されるようになったうえ、夜食の楽しみだった備蓄のインスタントラーメンが底をついた『ラーメンショック』を契機に、ストレスから小さな争いごとや、異常な行動を起こすようになった。
そんな中、車両担当の「主任」が不要な頻度のシャワーで水を無駄遣いしていることが明らかになり、激怒した「平さん」と取っ組み合いとなる。止めに入った西村のお守りに入っていた長女の乳歯が氷床コア採集用の深い穴の中に落ちてしまい、落ち込んだ西村は料理作りを放棄して部屋に閉じこもってしまった。残された隊員たちは、おぼつかない腕前でから揚げを作った。二度揚げをせず、衣がベチャベチャのから揚げは西村の妻・みゆきが作るから揚げにそっくりであり、口にした西村は残してきた家族を思い出して号泣する。
ラーメンへの未練が捨てきれない「タイチョー」は、ある日、泣きながら西村にラーメンの作成を懇願するが、備蓄食料の中に、中華麺の製麺に不可欠であるかん水がなく、西村は苦悩する。すると科学者の「本さん」が「かん水はアルカリ性で、主成分はベーキングパウダーと同じのはずだ」と教え、西村は水にベーキングパウダーと塩を加えてかん水の代わりにすることを思いつく。西村はラーメンの自作に成功し、喜んだ隊員たちはオーロラの出現にもかかわらずラーメンをすすり続けた。
赴任期間を終えて帰国し、防寒のために伸ばしていた髪とひげを剃ると、西村は長期間南極にいたことに実感が持てなくなったが、家族で訪れた動物園のフードテラスでテリヤキバーガーをほお張ったところ、思わず「うまっ」と叫び、味覚を通じて極限環境との落差を強く感じたのだった。

## 登場人物

### 観測隊員
西村淳
隊員の中で唯一通称がなく、単に「西村くん」と呼ばれている。
調理担当隊員。海上保安庁から出向。当初、南極派遣が決まっていた海上保安庁の同僚・スズキが交通事故で怪我を負ったため、代理としていやいや派遣に応じた。
生の野菜が食べられないか思案し、厨房内でかいわれ大根やモヤシの苗を育てた。
金田浩
ドームふじ基地観測隊の隊長（クレジットでは「タイチョー」表記）。
気象観測担当隊員。気象庁から派遣された気象学者。「僕の体はラーメンで出来ている」と語るほどインスタントラーメンが大好きで、夜な夜な「盆」とともにラーメンを作って食べては、上手く茹でることができずに悩んでいた（ドームふじ基地は富士山並みの3800mの標高があり、水の沸点が昭和基地よりも低く、85度である。そのため乾麺が充分に柔らかくならず、芯が残ってしまう)。このことが「ラーメンショック」の原因となった。最終日に首を寝違えた。
本山秀行
通称「本さん」。
雪氷観測担当隊員。国立極地研究所から派遣された雪氷学者。氷床コアの採集を行なう。過去何度も南極で勤務をした経験がある。冒頭で麻雀から逃走した川村を激怒した末、説得し連れ戻す。越冬中に45歳の誕生日を迎えた。その日の夜、衛星電話で自宅に電話をかけたところ、不機嫌な妻が会話を拒否したために落ち込んだが、帰国時は夫婦で抱き合い無事を喜び合った。
濃いめの味付けが好みなのか、ぶりの照り焼きにまで醤油をかけて食べる。
モデルは国立極地研究所教授の本山秀明。
川村泰士
通称「兄（にい）やん」。
雪氷観測担当サポート隊員。大学院生。本さんらとの麻雀で負け続けたことに嫌気が差し、基地を飛び出した。節分の豆まき行事の際に鬼役を担当し、最終的にパンツ一丁の状態で外へ締め出された。日本にいる彼女と衛星電話をするのが楽しみだったが、次第に仲がうまくいかなくなって振られてしまったときも、基地を飛び出した。その後、衛星電話のオペレーターである「清水さん」に好意を抱く。
冬至を祝う「ミッドウィンター祭」ではウェイター役を務めた。
平林雅彦
通称「平さん」。
大気測定担当隊員。国立極地研究所から派遣された大気学者。オーロラの大発生に興奮し、西村が作ったラーメンがのびるのも構わず観測を続けようとした。
水の無駄遣いに敏感で、貯水タンクの異常な減少を最初に発見した。極夜期間中、ストレスと「主任」に対する不満が極限に達し、屋外作業中に突然絶叫して基地に引き返し、シャワーを浴びていた主任を追いかけ回した。この争いが西村の料理ボイコットのきっかけとなる。
シイタケが苦手で、シイタケの入った料理はわざわざ取り除いてから食べる。
モデルは国立極地研究所助教の平沢尚彦。
御子柴健
通称「主任」。
車両担当隊員。自動車メーカー（ヘルメットのロゴからいすゞ自動車とみられる）から派遣された。関西出身。
普段は基地内におらず、外に停めた雪上車にこもり、漫画『ろくでなしBLUES』を読みふけっている。当初は南極に来たことを後悔しており、「パチンコ行きたい」と西村にこぼした。
朝の挨拶をしないことを本さんは快く思っておらず、最終日に至るまで衝突し続けた。
ウイルスが生存しない環境で生活していながら「風邪ですわ」と仮病を使って仕事をサボり、隊員のひんしゅくを買った。
基地内に誰もいない昼間に、シャワーを浴びながら大声で歌うことでストレスを発散しており、基地内の水不足の原因となっていた。
福田正志
通称「ドクター」。
医療担当隊員。北海道の私立病院に所属する医師。西村や盆とともに常に建物内にいることが多く、しばしば料理作りを手伝う。
酒好きで、夕食時にはおかずを肴にビールをたしなむほか、夜には医務室でバーを開き、隊員にカクテルを振る舞う。また、喫煙者でもある。
ナイフとフォークを使うのが苦手で、伊勢海老のエビフライを一人だけ箸で食べた。「ミッドウィンター祭」では、フォークで口に入れようとしたものを途中でこぼしてしまい、それを手で拾って食べた。
家庭での居心地が悪いらしく、「あと2、3年は南極にいてもかまわない」と話す。
毎日外を自転車で走るのを日課としており、「空気の薄い南極で体を鍛えて、帰国したらトライアスロンに挑戦したい」と西村に明かす。帰国後、トライアスロンの試合に出場し、初出場ながら1位となっているのがテレビ中継され、その放送を西村が自宅のテレビでたまたま目撃する。
西平亮
通称「盆」または「盆ちゃん」。
通信担当隊員。通信社からの派遣。外で作業する隊員に、スピーカーで食事時間を知らせる役割を担う。西村やドクターとともに常に建物内にいることが多く、しばしば料理作りを手伝う。広島東洋カープのファンで、カープのキャップを常にかぶっている。ギターの演奏が得意。
おかずをご飯の上に乗せて食べる癖がある。ストレスにより、厨房に忍び込んでバターをかじるという奇行に出て、西村に見つかる。

### その他
西村みゆき
西村の妻。西村とは対照的に料理は苦手で、衣がベチャベチャのから揚げを作り、家族の不評を買った。それが皮肉にもホームシックに陥った西村にとって思い出の味となる。
西村友花
西村の娘。家では西村が屁を出すたびに西村の尻を蹴る。出発直前に下の乳歯が抜け、南極派遣中の西村のお守りになった。南極に関する展示会の企画で正体を隠し、西村と電話をする。
スズキ
海上保安庁の隊員。西村の同僚。少年時代からの念願であった南極隊員に派遣される予定であったが、バイク事故で怪我を負い、勤務不可能となったため、代わりに西村が隊員として選ばれる。
船長
西村とスズキが乗り組む巡視船の船長。スズキの代理隊員に西村を選び、有無を言わせず南極行きを言い渡す。
清水さん
KDDインマルサットオペレーター。衛星電話の通話受付・呼び出しを担当している。彼女に振られた兄やんに好意を持たれて当惑するが、観測隊の帰国時に対面した。

## 登場メニュー
- 映画冒頭シーンの夕食 - ぶりの照り焼き、刺身、天ぷら、おひたし、煮物
- 上記の翌朝の朝食 - さわらの塩焼き、納豆、卵焼き
- ある日の昼食 - おにぎり、豚汁

西村は日々おにぎりの「当たりの具」を設定し、飽きさせないようにしていた。シーンにおけるおにぎりの具はシャケ、牛大和煮、イクラ、タラコ。イクラが「当たり」で、引き当てたタイチョーは喜んだ。豚汁はかいわれ大根入り。
- ある日の夕食 - 伊勢海老のエビフライ

造水作業中、盆が西村に「前期隊員が残した伊勢海老がある」と報告する。それを聞いた西村は刺身にしたかったのだが、隊員からの要望に従って、巨大なエビフライとして調理された。海老の味噌をタルタルソースに利用。皿には頭が添えられ、非常にシュールな光景となった。隊員からは「やっぱり刺身だったな」と総じて不評であった。
飯島奈美、榑谷孝子によるレシピ本「ごはんにしよう。」によれば、キャストが「一番美味しかった料理」と大絶賛した。
- 本さんの誕生日の夕食 - 丸焼きの牛ステーキ

「でっかい肉が食べたい」という本さんの要望により調理された。コンロの火が弱かったことから、西村と「ドクター」は外に出て、牛のかたまり肉を棒にくくりつけ、大量に油をかけて燃やすという大胆な調理法で肉を丸焼き（ローストビーフ）にした。
- ミッドウィンター祭 - フランス料理（フォアグラのテリーヌ、白身魚のバルサミコ酢ソースなど）

この日、隊員は慣例により正装。西村は西洋料理の調理服、兄やんはウェイターの制服を着用した。
- ある日の夕食 - 中華料理（チャーハン、シュウマイ、チンジャオロース、エビチリ）

ドクターと盆がシュウマイを包むのを手伝った。
- ある日の朝食 - カニ

「ラーメンショック」以降、ラーメンの代わりにカニが大量に食卓に並ぶことになった。
- ある日の夕食 - べちゃカラ（衣がベチャベチャのから揚げ）

お守り代わりの娘の乳歯を失くしたショックで部屋に引きこもってしまった西村の代わりに、残りの隊員で調理。西村の妻・みゆきの作るから揚げに似ている。
- ある日の夜食 - 手作りラーメン

本さんのアドバイスで、西村はかん水の自作に成功し、麺を一から作ることができた。隊員の高評価を得る。
- 最終日の朝食 - 詳細は不明だが、納豆が出されていることは確認できる。

## キャスト
- 西村淳 - 堺雅人
- 本山秀行（本さん） - 生瀬勝久
- 金田浩（タイチョー） - きたろう
- 川村泰士（兄やん） - 高良健吾
- 西村みゆき（西村の妻） - 西田尚美
- 御子柴健（主任） - 古舘寛治
- 西平亮（盆） - 黒田大輔
- 平林雅彦（平さん） - 小浜正寛
- 西村友花（西村の娘） - 小野花梨
- KDDインマルサットオペレーターの清水さん - 小出早織
- スズキ - 宇梶剛士
- 船長 - 嶋田久作
- 福田正志（ドクター） - 豊原功補

## スタッフ
- 監督・脚本 - 沖田修一
- 原作 - 西村淳『面白南極料理人』『面白南極料理人 笑う食卓』（新潮文庫刊）
- 音楽 - 阿部義晴
  - 劇中BGM - 柳田しゆ、三浦誠司、鷲見祐司、井内求生
- 主題歌 - ユニコーン『サラウンド』（Ki/oon Records）
- 特別協力 - 国立極地研究所
- フードスタイリスト - 飯島奈美、榑谷孝子
- VFXスーパーバイザー - 小田一生
  - VFX - ナイス・デー、日本映像クリエイティブ、東京現像所、シネボーイ、KI Studio、すたじおTETO
- 撮影 - 芦澤明子
- 編集 - 佐藤崇
- 美術 - 安宅紀史
- 照明 - 豊見山明長
- 録音 - 永口靖
- 衣装 - 小林身和子
- VE - 鏡原圭吾
- 装飾 - 寺尾淳
- スクリプター - 田口良子
- 音響効果 - 佐藤祥子
- ヘアメイク - 根本佳枝
- 助監督 - 海野敦
- ラインプロデューサー - 金森保
- アシスタントプロデューサー - 西宮由貴
- 制作担当 - 刈屋真
- 医療指導 - 山本英司、大野義一朗
- ロケ協力 - 網走市、大空町、第三管区海上保安本部、千葉県フィルムコミッション、埼玉県フィルムコミッション、横浜フィルムコミッション、東武動物公園 ほか
- フード協力 - シェ・フルール横濱、株式会社木屋、株式会社久世、ラーメン天狗山、明治屋、JA全農にいがた、磯村商店、旭水産、土居永典
- 技術協力 - IMAGICA
- ラボ - 東京現像所
- スタジオ - 東宝スタジオ
- プロデューサー - 西ヶ谷寿一
- アソシエイト・プロデューサー - 河野聡、植田龍太郎
- 製作プロダクション - パレード
- 製作者 - 太田和宏、春藤忠温、川城和実、尾越浩文、久松猛朗、籏啓祝、近藤良英、依田巽、町田智子、喜多埜裕明
- 製作委員会メンバー - 東京テアトル、パレード、バンダイビジュアル、ポニーキャニオン、衛星劇場、関西テレビ放送、アナハイムエンタテインメント、ティー ワイ リミテッド、朝日新聞社、Yahoo! JAPAN